# Сент-Сесиль-дю-Керу
Сент-Сеси́ль-дю-Керу́ (фр. Sainte-Cécile-du-Cayrou, окс. Santa Ceselha del Cairon) — коммуна во Франции, находится в регионе Юг — Пиренеи. Департамент — Тарн. Входит в состав кантона Виньобль и Бастид. Округ коммуны — Альби.
Код INSEE коммуны — 81246.

## География

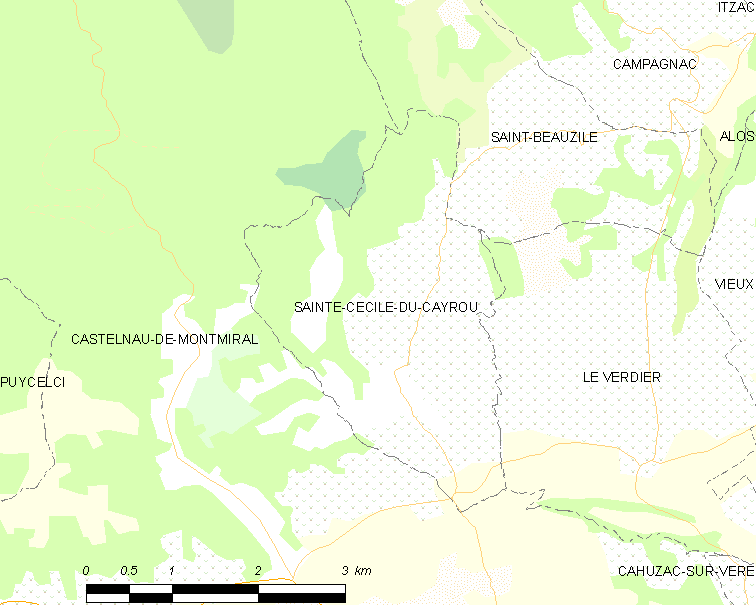
Карта коммуны

Коммуна расположена приблизительно в 550 км к югу от Парижа, в 55 км северо-восточнее Тулузы, в 29 км к западу от Альби.

## Климат
Климат умеренно-океанический. Зима мягкая и дождливая, лето жаркое с частыми грозами. Ветры довольно редки.

## Население
Население коммуны на 2010 год составляло 122 человека.
| 1962 | 1968 | 1975 | 1982 | 1990 | 1999 | 2010 |
| ---- | ---- | ---- | ---- | ---- | ---- | ---- |
| 165  | 174  | 187  | 175  | 162  | 160  | 122  |

## Администрация
| Период | Период | Фамилия        | Партия | Примечания |
| ------ | ------ | -------------- | ------ | ---------- |
| 2001   | 2014   | Люсет Рутабуль |        |            |
| 2014   | 2020   | Франсуаза Барт |        |            |

## Экономика
В 2007 году среди 76 человек в трудоспособном возрасте (15—64 лет) 48 были экономически активными, 28 — неактивными (показатель активности — 63,2 %, в 1999 году было 64,0 %). Из 48 активных работали 40 человек (22 мужчины и 18 женщин), безработных было 8 (6 мужчин и 2 женщины). Среди 28 неактивных 9 человек были учениками или студентами, 10 — пенсионерами, 9 были неактивными по другим причинам.

## Достопримечательности
- Дольмен Сен-Поль (эпоха неолита). Исторический памятник с 1889 года[4]